# Soligny-la-Trappe
Soligny-la-Trappe ist eine französische Gemeinde mit 633 Einwohnern (Stand: 1. Januar 2022) im Département Orne in der Region Normandie; sie ist Teil des Arrondissements Mortagne-au-Perche und des Kantons Mortagne-au-Perche (bis 2015: Kanton Bazoches-sur-Hoëne). Die Einwohner werden Solignois genannt.

## Geographie
Soligny-la-Trappe liegt etwa 38 Kilometer nordöstlich von Alençon. Im Gemeindegebiet von Soligny-la-Trappe befindet sich im Ortsteil Somsarthe die Quelle der Sarthe im Hügelland des Perche, verschwindet nach wenigen hundert Metern wieder im Untergrund und erblickt in der Nachbargemeinde Saint-Aquilin-de-Corbion wieder das Tageslicht. Umgeben wird Soligny-la-Trappe von den Nachbargemeinden Saint-Aquilin-de-Corbion und Bonsmoulins im Norden, Les Genettes und Les Aspres im Nordosten, Tourouvre au Perche im Osten und Südosten, Sainte-Céronne-lès-Mortagne im Süden,  Saint-Ouen-de-Sécherouvre im Westen und Südwesten sowie Saint-Martin-des-Pézerits im Westen und Nordwesten.

## Bevölkerungsentwicklung
| Jahr                       | 1962 | 1968 | 1975 | 1982 | 1990 | 1999 | 2006 | 2018 |
| Einwohner                  | 606  | 553  | 538  | 586  | 624  | 694  | 708  | 671  |
| Quellen: Cassini und INSEE |      |      |      |      |      |      |      |      |

## Sehenswürdigkeiten
- Zisterzienserkloster La Trappe, 1122 gegründet, Monument historique
- Kirche Saint-Germain aus dem 11./12. Jahrhundert

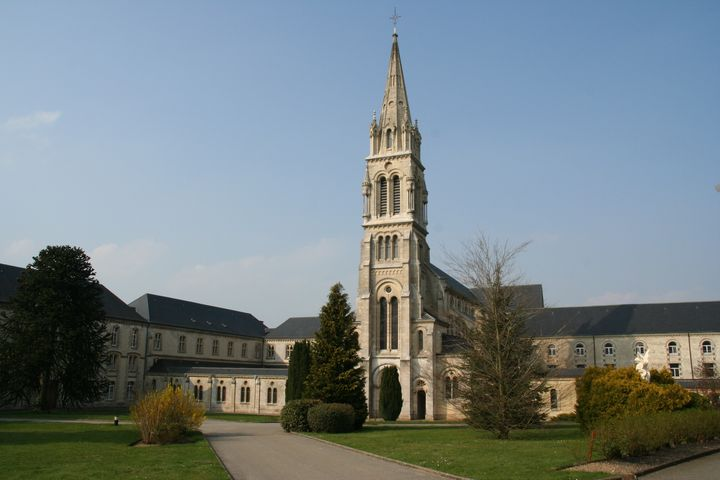
Kloster La Trappe

- Pfarrhaus aus dem 18. Jahrhundert

## Persönlichkeiten
- Armand Jean Le Bouthillier de Rancé (1626–1700), Abt von La Trappe, monastischer Reformator
- Alfred Manessier (1911–1993), Maler